# Emelie Helmvall
Åsa Emelie Helmvall (12 luglio 1993) è una calciatrice svedese, attaccante del PAOK.

## Statistiche

### Presenze e reti nei club
Statistiche aggiornate al 15 maggio 2022.
| Stagione               | Squadra                | Campionato             | Campionato | Campionato | Coppe nazionali | Coppe nazionali | Coppe nazionali | Coppe continentali | Coppe continentali | Coppe continentali | Altre coppe | Altre coppe | Altre coppe | Totale | Totale |
| Stagione               | Squadra                | Comp                   | Pres       | Reti       | Comp            | Pres            | Reti            | Comp               | Pres               | Reti               | Comp        | Pres        | Reti        | Pres   | Reti   |
| ---------------------- | ---------------------- | ---------------------- | ---------- | ---------- | --------------- | --------------- | --------------- | ------------------ | ------------------ | ------------------ | ----------- | ----------- | ----------- | ------ | ------ |
| 2010                   | Piteå IF               | Div. 1                 | 6          | 0          |                 | -               | -               | -                  | -                  | -                  | -           | -           | -           | 6      | 0      |
| 2011                   | Piteå IF               | DS                     | 2          | 0          | CS              | 1               | 0               | -                  | -                  | -                  | -           | -           | -           | 3      | 0      |
| Totale Piteå IF        | Totale Piteå IF        | Totale Piteå IF        | 8          | 0          |                 | 1               | 0               |                    | -                  | -                  |             | -           | -           | 9      | 0      |
| 2012                   | Assi                   | DS                     | 10         | 2          |                 | -               | -               | -                  | -                  | -                  | -           | -           | -           | 10     | 2      |
| 2017                   | Assi                   | DS                     | 25         | 7          |                 | -               | -               | -                  | -                  | -                  | -           | -           | -           | 25     | 7      |
| 2018                   | Assi                   | DS                     | 23         | 10         |                 | -               | -               | -                  | -                  | -                  | -           | -           | -           | 23     | 10     |
| 2019                   | Assi                   | DS                     | 15         | 6          |                 | -               | -               | -                  | -                  | -                  | -           | -           | -           | 15     | 6      |
| Totale Assi            | Totale Assi            | Totale Assi            | 73         | 25         |                 | -               | -               |                    | -                  | -                  |             | -           | -           | 73     | 25     |
| 2019                   | Fart                   | TS                     | 10         | 2          |                 | -               | -               | -                  | -                  | -                  | -           | -           | -           | 10     | 2      |
| 2019-2020              | Pink Sport Time        | A                      | 3          | 0          | CI              | -               | -               | -                  | -                  | -                  | -           | -           | -           | 3      | 0      |
| 2020-2021              | Pink Sport Time        | A                      | 22         | 6          | CI              | 2               | 1               | -                  | -                  | -                  | -           | -           | -           | 24     | 7      |
| Totale Pink Sport Time | Totale Pink Sport Time | Totale Pink Sport Time | 25         | 6          |                 | 2               | 1               |                    | -                  | -                  |             | -           | -           | 27     | 7      |
| 2021-2022              | Sampdoria              | A                      | 14         | 1          | CI              | 4               | 1               | -                  | -                  | -                  | -           | -           | -           | 18     | 2      |
| Totale carriera        | Totale carriera        | Totale carriera        | 130+       | 34+        |                 | 7               | 2               |                    | -                  | -                  |             | -           | -           | 137    | 36+    |

## Palmarès

### Club
- Campionato svedese di seconda divisione: 1

Piteå: 2010
- Campionato cipriota: 1

Apollōn Lemesou: 2022-2023
- Campionato greco: 1

PAOK: 2023-2024
- Coppa di Cipro femminile: 1

Apollōn Lemesou: 2022-2023